# Agrilus auriventris
Agrilus auriventris (лат.) — вид узкотелых жуков-златок.

## Распространение
Китай, Мьянма, Вьетнам, Япония.

## Описание
Длина тела взрослых насекомых (имаго) 5,0—8,8 мм. Отличаются вытянутой передней лопастью пронотума и широкими опушенными бороздками надкрылий. Тело узкое, основная окраска со спинной стороны тёмная с отблеском. Переднегрудь с воротничком. Боковой край переднеспинки цельный, гладкий. Глаза крупные, почти соприкасаются с переднеспинкой. Личинки развиваются на различных лиственных деревьях. Встречаются с апреля по октябрь на высотах от 370 до 700 м. Валидный статус был подтверждён в ходе ревизии, проведённой в 2011 году канадскими колеоптерологами Эдвардом Йендеком (Eduard Jendek) и Василием Гребенниковым (Оттава, Канада).